# Mario Hada
Mario Hada (* 28. Dezember 1952 in La Paz) ist ein ehemaliger bolivianischer Skirennläufer.

## Karriere
Hada nahm 1984 an den Olympischen Winterspielen in Sarajevo teil, wobei er bei seinem einzigen Start im Riesenslalom disqualifiziert wurde. Dies blieb zugleich sein einziger internationaler Auftritt als Skirennläufer.

## Erfolge

### Olympische Winterspiele
- Sarajevo 1984: DSQ Riesenslalom